# Popovets
Popovets (bulgariska: Поповец) är ett distrikt i Bulgarien.   Det ligger i kommunen Obsjtina Stambolovo och regionen Chaskovo, i den södra delen av landet, 220 km sydost om huvudstaden Sofia.
Trakten runt Popovets består till största delen av jordbruksmark. Runt Popovets är det ganska tätbefolkat, med 56 invånare per kvadratkilometer.